# Pisonia zapallo
Pisonia zapallo  es una especie de pequeños árboles nativos de Paraguay, Bolivia, Brasil donde se encuentra en el Cerrado y el Pantanal.

## Taxonomía
Pisonia zapallo fue descrito por August Heinrich Rudolf Grisebach  y publicado en Abhandlungen der Königlichen Gesellschaft der Wissenschaften zu Göttingen 24: 39. 1879.
Etimología
Pisonia: nombre genérico que fue nombrada por el físico y naturalista holandés Willem Piso (1611-1678)